# Craiglockhart Hydropathic

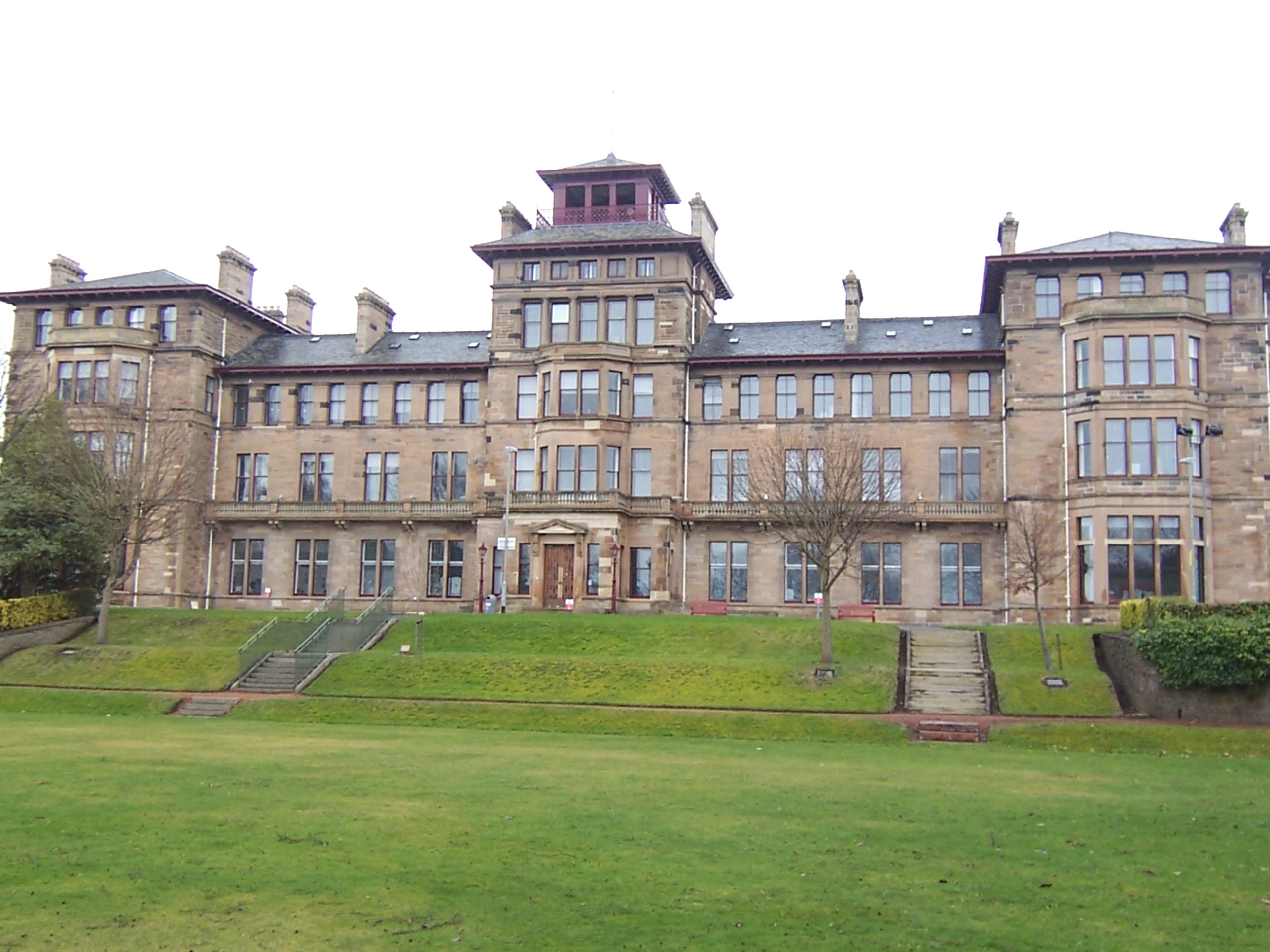
Craiglockhart Hydropathic

Das Craiglockhart Hydropathic ist ein Krankenhauskomplex in Craiglockhart bei Edinburgh, Schottland. Als Teil der Edinburgh Napier Universität gehört es zum Craiglockhart Campus. Der Komplex ist als Denkmal der höchsten Kategorie A klassifiziert.

## Vorgeschichte
Die Bezeichnung Craiglockhart existiert seit dem 13. Jahrhundert. Um 1250 lebten auf dem Land dort Angehörige des Clans „Lockhart of Lee“, benannt ist hier um 1277 ein Ritter Stephen Lockhart. Elena Lockhart übertrug am 27. August 1324 das gesamte Land von Craiglockhart an John de Camera und dessen Frau Mariote. Im 15. Jahrhundert wurde dort Craiglockhart Castle errichtet, ein sogenanntes Tower House, von dem noch eine Ruine auf dem Campus zu sehen ist. Das Gebiet von Craiglockhart erstreckte sich von den östlichen bis zu den westlichen Craiglockhart Hill. Auf dem westlichen Hügel befindet sich die Ruine des Wohnturmes. In einer Beschreibung zu dem Turm wird berichtet, dass der König im Jahr 1505 einem Thomas Kincaid die Nutzungsrechte an den Ländereien und dem Turm von Patrick Kincaid von Craiglockhart gewährte. Von der Mitte des 15. Jahrhunderts bis zum Beginn des 17. Jahrhunderts befand es sich im Besitz der Familie Kincaid Craiglockhart. Anschließend ging das Gebiet in den Besitz der Krone über und wechselte noch mehrmals die Besitzer.

## Geschichte des Gebäudes
1873 verkaufte die Stadt Edinburgh den westlicher Teil des Craiglockhart Estate an die Craiglockhart Estate Company, um dort Wohnhäuser zu bauen. Im Jahr 1877 wurden 13 Hektar dieses Landes an die Craiglockhart Hydropathic Company übertragen und die dort befindlichen Wirtschaftsgebäude wurden abgerissen. An dieser Stelle wurde von den Architekten Peddie und Kinnear eine Villa im Italianate Style errichtet. Im Jahr 1880 wurde die Craiglockhart Hydropathic eröffnet.
Der Craiglockhart Komplex liegt auf einem Hügel in einem Vorort von Edinburgh. Es bestand aus verschiedenen Teilen dem City Hospital (1896) und dem Old Craig House seit 1878 ein Psychiatrisches Krankenhaus, dem City Poorhouse (1867), das erst als Armenhaus und später als Altersheim diente und der Craiglockhart Hydropathic Institution einer medizinischen Badeeinrichtung.

### Ausstattung
Am Ende des 19. Jahrhunderts war die Hydropathie bei reichen Viktorianern, die an die therapeutische Kraft von Wasserbehandlungen glaubten, sehr beliebt. Daher bot das neue Sanatorium Craiglockhart eine Reihe von Wasserbehandlungen an:
- Türkische Bäder
- ein Schwimmbad mit einer Größe von 50 × 22 Fuß
- Badezimmer mit heißem und kaltem Tauchbecken
- Dampfbäder, Duschanwendungen und sogenannte elektrische Bäder (Stangerbad).

Trotz seiner Lage unweit des Zentrums der Stadt Edinburgh, der imposanten Architektur, der guten Ausstattung und der Aussicht auf den Firth of Forth wurde das Hydropathic zunächst kein Erfolg. Nach vielen finanziellen Schwierigkeiten wurde das Gebäude 1891 an den Architekten James Bell verkauft, dem Eigentümer der Dunblane Hydropathic Company. Bell lud Henry Carmichael ein, von Dunblane nach Craiglockhart umzuziehen, um dort als Obergärtner für die Hydropathic zu arbeiten. Unter der Leitung von Bell wirtschaftete Craiglockhart zum Beginn des Ersten Weltkriegs erfolgreich.
In einer Broschüre wurde die Einrichtung mit ihren Annehmlichkeiten angepriesen:

“The Establishment affords to its residents all the amenities and retirement of quiet country life […] The interior of the building contains a […] large Dining-Hall, Drawing-room, Reception-Room, Doctor’s consulting room and a magnificent Recreation Hall […] there are several luxuriously furnished parlours and detached suites of private apartments, commanding extensive and charming views.”

„Das Haus bietet seinen Bewohnern alle Annehmlichkeiten und die Erholung eines ruhigen Landlebens […] Das Innere des Gebäudes enthält einen […] großen Speisesaal, einen Salon, einen Empfangsraum, eine Arztpraxis und einen prächtiger Aufenthaltsraum […] es gibt mehrere luxuriös eingerichtete Salons und Suiten mit privaten Apartments, die eine weitläufige und charmante Aussicht bieten.“

In den Jahren 1897 bis 1914 fanden auf dem Gelände die Scottish Croquet Championships statt.

### Craiglockhart War Hospital
Im Jahr 1916, zwei Jahre nach dem Ausbruch des Ersten Weltkrieges, wurde das Gebäude von der britischen Regierung beschlagnahmt und in ein Militärkrankenhaus umgewandelt. Hier sollten insbesondere Frontsoldaten behandelt werden, die an Neurasthenie litten, einem Zustand, der auch Granatenschock genannt wird. In dieser Zeit wurden dort rund 150 britische Offiziere behandelt. Im August 1917 kamen unter anderem Siegfried Sassoon und Wilfred Owen in diese Einrichtung, die auch Beiträge für die Zeitschrift des Krankenhauses mit dem doppeldeutigen Titel The Hydra schrieben. Aus medizinischer Sicht war das Krankenhaus durch den Arzt William Halse Rivers Rivers bekannt, der auch Siegfried Sassoon und Wilfred Owen hier behandelte. In Bezug auf die poetische Leistung sollten sich die wenigen Monate, die diese beiden Männer bei Craiglockhart verbringen sollten, als produktive Zeit erweisen. Anders als in anderen Militärkrankenhäusern versprach die Behandlung im Craiglockhart War Hospital durch die Ärzte William Halse Rivers Rivers, W. Bryce und A. J. Brock tatsächliche Linderung bei der bis dahin wenig erforschten Krankheit. Von 1916 bis 1919 wurden das Psychiatrische Krankenhaus und die Hydropathic Institution als Krankenhaus, in dem Soldaten, die unter Kriegsneurose litten behandelt wurden, betrieben.
Im Jahr 1919 wurde Craiglockhart wieder als Craiglockhart Hydropathie verwendet. James Bell verkaufte das Gebäude im Jahr 1920 an die Treuhänder des römisch-katholischen Ordens englisch The Society of the Sacred Heart ‚Gesellschaft des Heiligen Herzens‘.

### Vom Konvent zur Universität
Die Gesellschaft des Heiligen Herzens richtete am 1. August 1920 in dem Gebäude ein Kloster und ein katholisches Lehrerseminar englisch Craiglockhart R.C. Training College  ein. Das Hauptgebäude wurde im Laufe der Jahre erweitert und 1933 wurde die neue Kapelle eröffnet. Erbaut wurde sie von Robert Carmichael, dem Sohn Henry Carmichaels, des ehemaligen Obergärtner der Hydropathie. Im Jahr 1965 wurde ein sechsstöckiges Wohnheim sowie ein neuer Hörsaal und eine Turnhalle hinzugefügt. Der Standort wurde in „Craiglockhart College of Education“ umbenannt. 1986 erwarb das Napier College of Commerce and Technology (später Napier University) das Grundstück.